# Cylichna chevreuxi
Cylichna chevreuxi is een slakkensoort uit de familie van de Cylichnidae. De wetenschappelijke naam van de soort is voor het eerst geldig gepubliceerd in 1889 door Dautzenberg.